# Henri Jacques Jean Boyer
Pour les articles homonymes, voir Boyer et Général Boyer.
Henri Jacques Jean Boyer , né le 24 juin 1767 à Sarlat (Dordogne) et mort le 18 novembre 1828 au lieu-dit la Combe d'Estève à Carsac (Dordogne), est un général français de la Révolution et de l’Empire.

## Biographie
Le 8 octobre 1791, il entre comme sous-lieutenant dans le 18e régiment d'infanterie de ligne, devient lieutenant le 1er octobre 1792, et passe avec ce grade, le 8 du même mois, en qualité d'adjoint à l'état-major de l'armée du Midi. Le 19 juin 1793, il est nommé chef de bataillon des côtes maritimes et, peu de jours après, adjudant-général chef de bataillon provisoire. Le 16 brumaire an II, le gouvernement lui envoie le brevet d'adjudant-général chef de brigade, pour le récompenser de ses services distingués pendant les campagnes de 1792 à l'an III aux armées du Midi, des Alpes et d'Italie.
Réformé par suite de la réorganisation de l'état-major de l'armée, le 25 prairial an III, il ne reprend de l'activité que le 19 pluviôse an VI, et est employé aux armées gallo-bataves, du Rhin et d'Italie, de l'an VI à l'an XI. Le 11 fructidor de cette dernière année, il est promu général de brigade et est appelé au commandement de la 1re subdivision de la 13e division militaire.
Le 6 nivôse an XII, il passe de ce commandement à celui des côtes du Morbihan. Compris sur la liste de nomination des membres de la Légion d'honneur du 19 frimaire an XII, il est nommé commandeur de cet Ordre le 25 prairial suivant, et peu de temps après électeur du département de la Dordogne.
Employé le 2 vendémiaire an XIV au camp volant de Rennes, composé de grenadiers réunis, il retourne le 8 février 1806 dans le Morbihan, et est désigné, le 9 janvier 1807, pour prendre le commandement du département des Côtes-du-Nord. Il reste peu de temps dans cette résidence. Le 6 février de cette année, l'Empereur lui confie la brigade d'avant-garde du camp volant de Pontivy. À la fin de décembre 1808, il reprend ses fonctions dans le département des Côtes-du-Nord. Vers ce temps-là, Napoléon lui confère le titre de baron de l'Empire.
Passé au commandement de l'île d'Aix, le 29 juillet 1812, il prend le 18 août suivant, celui de la 8e brigade des gardes nationales.
À la première Restauration, le général Boyer adresse sa soumission à Louis XVIII, qui le maintient dans son commandement de l'île d'Aix.
Au retour de l'île d'Elbe, l'Empereur retrouve dans ce chef de son choix tout le dévouement qu'il a droit d'en attendre : aussi ne tarda-t-il pas à lui donner un emploi de confiance, en l'envoyant, le 22 mai 1815, dans le département de la Vendée, menacé par une nouvelle levée d'insurgés. Il montre la plus grande fermeté dans ses fonctions difficiles, et sait s'y concilier l'estime des habitants et l'affection des troupes placées sous ses ordres.
Mis en non-activité le 24 août suivant, il est compris dans le cadre de disponibilité de l'état-major général de l'armée le 30 décembre 1818, et mis à la retraite le 1er décembre 1824.
Il est mort le 18 novembre 1828 au lieu-dit la Combe d'Estève à Carsac.